# 名古屋市立稲生小学校
名古屋市立稲生小学校（なごやしりつ いのうしょうがっこう）は、愛知県名古屋市西区香呑町2-84に位置する公立小学校。

## 沿革
- 1942年（昭和17年） -稲生小学校建設工事に着工
- 1945年（昭和20年） -竣工寸前に、戦災により全焼
- 1949年（昭和24年） -再度、建設工事に着工
- 1949年（昭和24年） - 開校。
- 1960年（昭和35年） -プール竣工式
- 1983年（昭和58年） -プール屋根と体育館外階段が完成

## 通学区域
学区は全て西区。『家造.net』の記述による。
- 天塚町
- 稲生町
- 稲生町字杁先
- 江向町
- 香呑町
- 桝形町
- 又穂町

## 校舎
4階建ての校舎で外観は水色っぽく塗られている。

## 特色
- プールに屋根がついている（名古屋市の小学校では2校のうちの1校）[2]。
- ふれあい広場で、うさぎやインコなどが飼われている[2]。
- 稲生の森と呼ばれる人工の森がある[2]。

## 校訓
いきいきと
のびのびと
うつくしく

## 主な卒業生
- 鹿島敏昭（名古屋市会議員）
- ko-dai（Sonar Pocket：ボーカル）

## 交通アクセス
- 名古屋市営地下鉄鶴舞線「庄内通駅」下車、徒歩約10分。